# Владо Спремо
Владо Спремо (Мостар, 7. јул 1934 — 30. јануар 2005) био је генерал-мајор Војске Републике Српске.

## Биографија
Генерал-мајор Владо Спремо рођен је у радничкој породици у Мостару 7. јула 1934. године. Након завршеног факултета се оженио и из тог брака добио сина и кћер.
Преминуо је 30. јануара 2005. године.

## Школовање
Основну школу завршио је 1945, нижу гимназију 1949, учитељску школу 1951, Војну академију Копнене војске 1954, Вишу војну академију Копнене војске у СССР 1970. и Школу народне одбране 1976.

## Војна каријера
У чин потпоручника произведен 1954, а унапријеђен у чин поручника 1957, капетана 1961, капетана прве класе 1965, мајора 1969, потпуковника 1973, пуковника 1978. и чин генерал-мајора 1993. Пензионисан је 1994.
Обављао је дужности: командир тенка у Славонској Пожеги 1954—1959, командир вода у Илирској Бистрици 1959—1965, помоћник начелника штаба за оперативно - наставне послове у пуку у Љубљани 1965—1970, командант оклопног батаљона у Скопљу 1970—1972, начелник штаба оклопне бригаде у Скопљу 1972—1976, командант 243. оклопне бригаде у Скопљу 1976—1979, начелник оклопно-механизованих јединица у Команди 3. армије у Скопљу 1979-1991, начелник Инспекције борбене готовости 3. војне области у Београду 1991—1994.
Учествовао у Одбрамбено-отаџбинском рату од 4. јуна 1992. до 31. децембра 1994. у Војсци Републике Српске на дужности начелника штаба корпуса. Службовао је у гарнизонима: Славонска Пожега, Илирска Бистрица, Љубљана, Скопље и Београд.
Одликован је Орденом за војне заслуге са сребрним мачевима 1963, Орденом народне армије са сребрном звездом 1971, Орденом за војне заслуге другог реда 1974, Орденом народне армије са златном звездом 1981. и Орденом братства и јединства са сребрним венцем 1986.